# تقييم وتطبيق منظمة البحث التكنولوجي (إندونيسيا)
تقييم وتطبيق منظمة البحث التكنولوجي (بالإندونيسية: Organisasi Riset Penerbangan dan Antariksa) هي واحدة من 7 (وفي المستقبل 16) منظمة بحثية تحت مظلة الوكالة الوطنية للبحث والابتكار. تأسست في 1 سبتمبر 2021. المنظمة هي تحول وكالة تقييم وتطبيق التكنولوجيابعد تصفيتها إلى تقييم وتطبيق منظمة البحث التكنولوجي.

## البنية
كما هو منصوص عليه في المادة 175 والمادة 176 من مرسوم رئيس الوكالة الوطنية للبحث والابتكار رقم 1/2021 المنصوص عليه، فإن كل منظمة بحثية تابعة لـ الوكالة مسؤولة ومخاطبة أمام الرئيس. كما نصت على أن تكون المنظمات البحثية تتكون من رئيس المنظمات البحثية والمراكز والمختبرات ومجموعات الدراسة.
بالنسبة للفترة الانتقالية، كما هو الحال في المادة 210 من مرسوم رئيس الوكالة رقم 1/2021 المفروض، يتبع هيكل تقييم وتطبيق منظمة البحث التكنولوجي الهيكل السابق الذي تم إنشاؤه بالفعل خلال فترة عمله في الوكالة الوطنية للبحث والابتكار. نتيجة لذلك يتبع هيكل التقييم والتطبيق إلى حد كبير مرسوم رئيس الوكالة رقم 12/2017.
هيكل تقييم وتطبيق منظمة البحث التكنولوجي هو كما يلي:
- مكتب الرئيس.
- مركز التكنولوجيا الخاصة بالمنطقة ونظام الابتكار.
- مركز تقييم العملية الصناعية والطاقة.
- مركز تقييم التصنيع الصناعي وتقنيات المعلومات والإلكترونيات.
- مركز تكنولوجيا تنمية الموارد الإقليمية.
- مركز تكنولوجيا تنمية الموارد المعدنية.
- مركز تكنولوجيا الحد من مخاطر الكوارث.
- مركز تكنولوجيا البيئة.
- مركز تكنولوجيا الإنتاج الزراعي.
- مركز التكنولوجيا الصناعية الزراعية.
- مركز التكنولوجيا الحيوية الصناعية.
- مركز التكنولوجيا الطبية والصيدلانية.
- مركز تكنولوجيا الإلكترونيات.
- مركز موارد الطاقة والتكنولوجيا الكيميائية الصناعية.
- مركز تكنولوجيا المعلومات والاتصالات.
- مركز تكنولوجيا المواد.
- مركز تكنولوجيا صناعة الدفاع والأمن.
- مركز تكنولوجيا صناعة الماكينات.
- مركز أنظمة النقل وتكنولوجيا البنية التحتية.
- مركز تكنولوجيا هندسة الصناعة البحرية.